# 兴安独活
兴安独活（学名：Heracleum dissectum）是伞形科独活属的植物。分布于朝鲜、蒙古、俄罗斯以及中国大陆的新疆、吉林、黑龙江等地，生长于海拔400米至2,000米的地区，多生于山坡林下、湿草地、草甸子及林缘，目前尚未由人工引种栽培。

## 别名
老山芹（黑龙江）